# Eustachio Berthoud de Malines

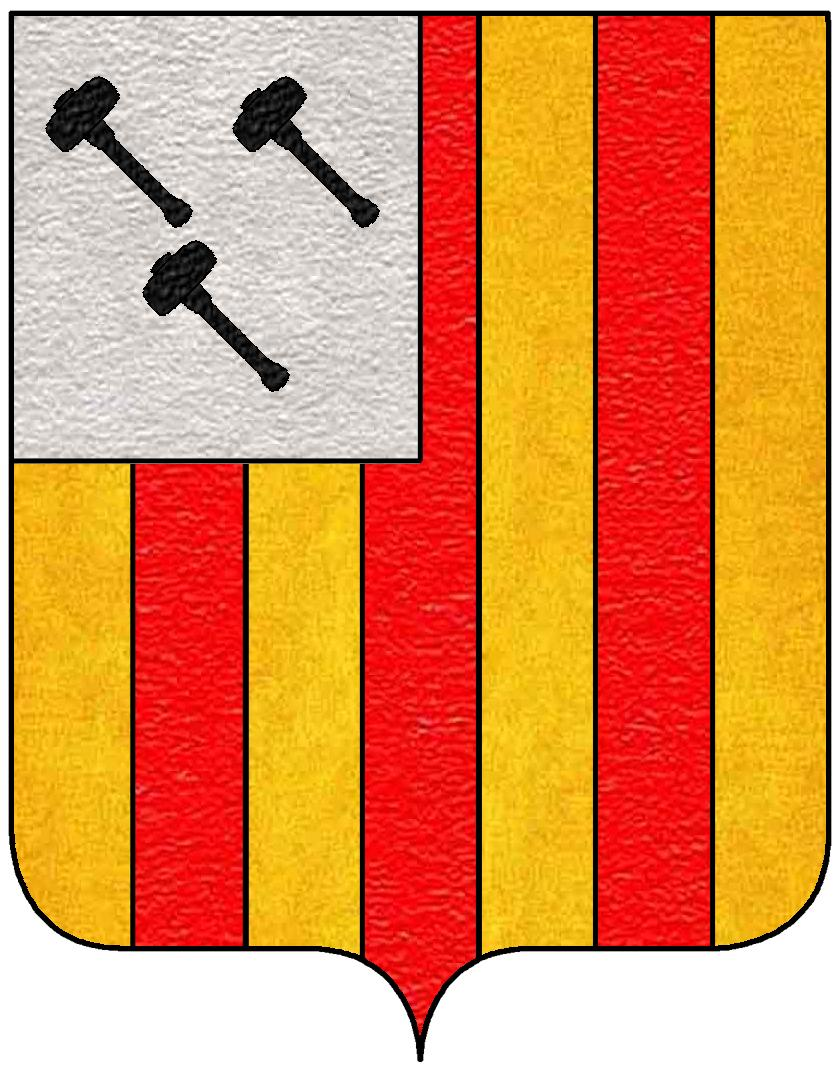
Stemma della famiglia Berthoud de Malines

Eustachio Giuseppe Ludovico Berthoud de Malines, conte di Bruino (Torino, 1693 – Torino, 1742), è stato un politico italiano, membro della Compagnia di San Paolo e sindaco di Torino nel 1734.

## Biografia
Discendente da una famiglia dei Paesi Bassi spagnoli che si era stabilita a Savigliano, studiò al Collegio dei Nobili e sposò Elena Saluzzo Verzuolo della Manta. Nel 1714 nacque il figlio Roberto, che fu prima militare fino al grado di capitano e poi gran ciambellano di corte.
Fece parte del consiglio della Compagnia di San Paolo dal 1722 al 1740.
Entrò nel corpo decurionale della città di Torino nel 1733 e l'anno successivo fu eletto sindaco, insieme all'avvocato Agostino Calandra di San Germano. Da sindaco dovette risolvere le difficoltà di approvvigionamento dovute alla guerra di successione polacca.
Nel 1739 diventò ragioniere della città.
Morì nel 1742.